# Emanuel Schustekh
Emanuel svobodný pán Schustekh von Hervé (uváděný též jako Schustek nebo Schusteckh) (11. července 1750 Nymburk – 2. června 1827 Sibiu) byl rakouský generál. V armádě sloužil 57 let, vyznamenal se především ve válkách proti revoluční Francii a napoleonských válkách. V roce 1797 získal titul barona a v armádě nakonec dosáhl hodnosti polního podmaršála (1808). Aktivní kariéru zakončil jako zemský velitel v Sedmihradsku (1820–1827). 

## Životopis
Pocházel z rodiny důstojníka a po studiích na Tereziánské vojenské akademii ve Vídeňském Novém Městě vstoupil do armády jako podporučík (1770). V roce 1775 byl jmenován poručíkem a za války o bavorské dědictví padl do pruského zajetí. Později byl v hodnosti rytmistra (1787) přeložen do Rakouského Nizozemí, kde se zúčastnil bojů proti francouzské revoluční armádě. V roce 1793 vynikl v bojích u Hervé, kde ukořistil sedmnáct nepřátelských děl a zachránil před zajetím pluk myslivců. V roce 1794 byl povýšen na majora a téhož roku se vyznamenal v bitvě u Tournai, za zásluhy obdržel Ŕád Marie Terezie. V roce 1796 byl zraněn v tažení v Německu, byl povýšen na plukovníka a převzal velení 8. pluku husarů. V roce 1797 získal rakouský titul barona s predikátem von Hervé, titul mu byl v roce 1801 potvrzen i pro Uherské království spolu s uherským indigenát. Poté byl převelen do Itálie, kde se zúčastnil několika bitev a byl zraněn u Marenga (1800). Téhož roku dosáhl hodnosti generálmajora a v letech 1801–1805 byl velitelem v Bukovině se sídlem v Černovicích. Znovu se vyznamenal v tažení roku 1805, v následujících mírových letech byl velitelem v Pezinku, Prešově a Jarosławi. V roce 1808 dosáhl hodnosti polního podmaršála.  V dalších bojích v roce 1809 byl nejprve velitelem divize, poté převzal velení vlastního armádního sboru o síle 10 000 mužů a byl poražen maršálem Massénou na Dunaji. 
V roce 1810 byl jmenován generálním inspektorem jezdectva v Českém království a v roce 1813 orgnizoval zemskou obranu proti napoleonským vojskům vracejícím se z Ruska. V závěru napoleonských válek obdržel francouzský Řád čestné legie. V letech 1814–1819 byl zemským velitelem pro Moravu a Slezsko se sídlem v Brně a v roce 1817 byl jmenován c. k. tajným radou. V Brně se v roce 1818 zúčastnil slavnostního odhalení Památníku míru v Denisových sadech pod Petrovem; tato událost je zachycena na rozměrném obraze Franze Richtera uloženém v Moravské galerii v Brně. Svou kariéru zakončil jako zemský velitel v Sedmihradsku (1820-1827).